# 种雲龍
种雲龍（15世紀—16世紀），字應期，陝西西安府咸寧縣人，明朝政治人物。

## 生平
种雲龍是正德十一年（1516年）陝西鄉試舉人，嘉靖二年（1523年）中會試副榜，授掖縣訓導，著重德行，以身教感化士子，七年後遷為直隸永寧知縣，當地軍民交錯素稱難治，他卻能有力治理，三年後獲撫按推薦才能堪治劇縣，於是改官南宮知縣，親自到田地丈量，選擇縣內有行義耆民數人協理，以便平均當地田賦，因不奉承巡關御史，對方無法中傷，只好彈劾他才力不及，十二年（1533年）調任高陽知縣，行事廉明得士民稱頌，四年後馬政御史無罪痛笞高陽官吏，他無法據理力爭，憤而不參與晨參，對方又用才力不及彈劾他，再調任平谷知縣，不久嘆息世道不公而辭官，七年後朝廷下令揀擇天下郡縣官員去任有遺愛者入名宦祠，南宮縣諸生齊暹、齊堯臣、劉拓、魏珣、馬進因此上呈讓他入祀。

## 引用
1. 1 2  《南宮縣令种君去思記》：种君者，予陝咸寧縣人也，名雲龍，字應期。以周易舉正德丙子鄉試，嘉靖癸未會試舉乙榜，授山東掖縣學訓導，云教法重德行，以身先之，士子感化者甚眾，閱七年遷秩隆慶州之永寧縣，軍民相參素稱難治，君治之有餘力焉，閱三年撫按薦其才堪治劇，於是調真定之南宮，甫二年有巡關御史好人諂佞，君以禮自持不少貶，御史大怒欲中傷，君顧無瑕類可指，乃以才力不及謬劾之，於是調保定之高陽，在高陽四年，督馬政御史檄州縣官，會保定清理馬政乃高陽吏，無罪痛笞之，君爭之不能得，用是不平出臥旅舍，翌日不入晨參，御史亦大怒欲傷之，亦無可指摘，亦以才力不及謬劾之，於是復調順天之平谷云，君乃仰天嘆曰：「嗟乎世路如此不歸，尚何為也？」於是浩然而西，既歸七年部尚書奏言天下郡縣官去任有遺愛者宜入名宦祠，行巡按御史核實從事，於是南宮闔學諸生具呈，言君之治南宮也不尚刑威、務以德化，廉慎之操有如金石，公平之政不畏權勢，慎徭賦恤人命，如均一縣之田糧，釋周宿之冤獄，乃其大者撫字之仁，洽於民心，去任既久至今思之，不置真所謂有遺愛者云。巡按御史覽呈報可，遂入名宦祠生祀之，諸生齊暹、齊堯臣、劉拓、魏珣、馬進學值風便具書報君，稱君為明府，且曰：「明府蒞敝邑時，與生輩之面目不識也，明府謝政林下不復仕進矣，生輩惓惓如此者，非以邀後福也，蓋以盛德難忘，良心難泯云耳，予於君有骨肉之戚。」聞而嘆息曰：「嘗讀漢史，見京兆尹何武居官無赫赫名，然去後每見思，以為後世無此人矣，嗟乎有如君者，豈非其人哉，豈非其人哉！觀其在南官者如此，則其在永寧、高陽者從可知矣，他日傳國史者當為君立傳，置諸循吏之列，允垂不朽無疑也，予故記之於此。」使後之觀風者採焉。
2. ↑  民國《南宮縣志·卷十三·文獻志》：种雲龍，咸寧人，嘉靖初知縣事，為政廉靜，南宮田舊不均，或沃壤數頃糧不滿石，瘠土之糧反重，民甚病之，時撫院檄郡邑釐革積弊，雲龍毅然任之，親履田畝，選有行義耆民數人翼贊區理，始無輕重之弊，去後民思慕之，祀名宦祠。
3. ↑  民國《高陽縣志·卷三·人物》：种雲龍，咸寧舉人，嘉靖十二年知高陽事，仁恕公廉，士民稱頌。